# Silmido

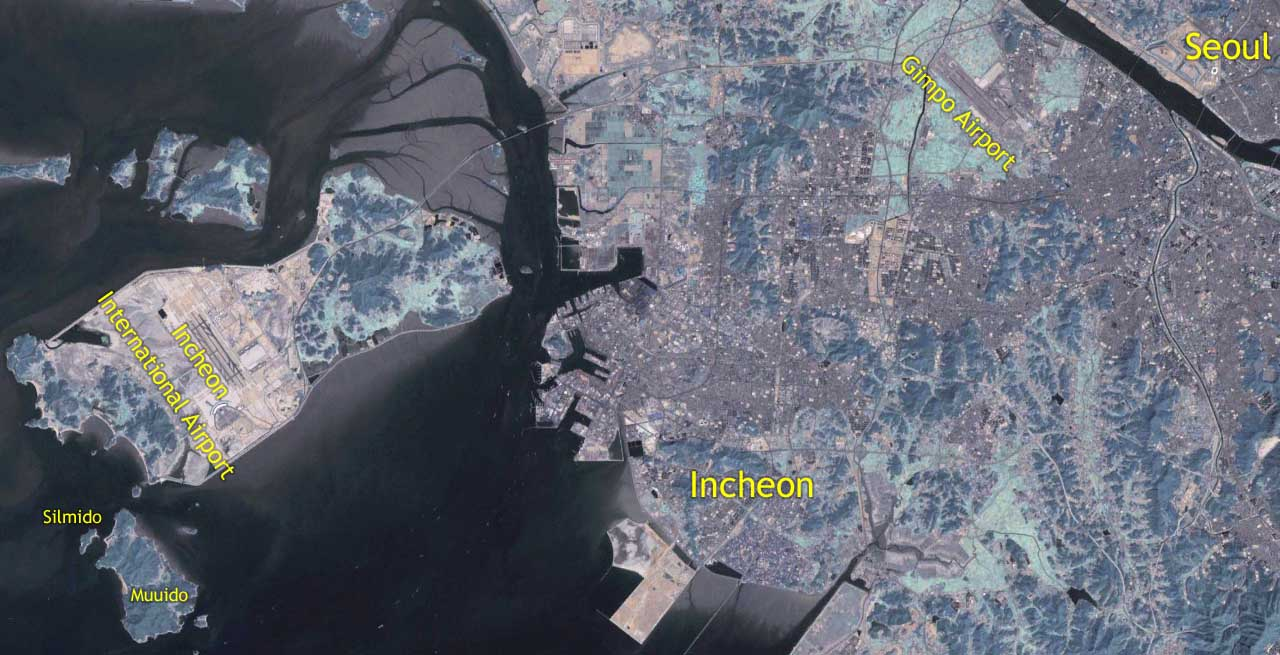
Localização da Ilha Silmi na costa de Incheon, Coreia do Sul (embaixo, à esquerda)

Silmido (Ilha Silmi) é uma ilha desabitada no Mar Amarelo, na costa da Coreia do Sul. Possui uma área relativamente pequena de apenas 0,25 Km2. Encontra-se dentro das fronteiras da Cidade Metropolitana de Incheon, ficando a apenas 5 km do Aeroporto Internacional de Incheon. Silmido tem acesso somente pelo mar, diferentemente da ilha vizinha de Muuido que é ligada ao continente por um ferrovia.

## Incidente
Silmido tornou-se historicamente conhecida quando foi utilizada como campo de treinamento de uma unidade de elite da Força Aérea (21 de janeiro de 1968 a 23 de agosto de 1971). Conhecida como Unidade 684, a sua função principal seria assassinar Kim Il-sung, ditador da Coreia do Norte, em território norte-coreano.
Esta seria uma resposta ao incidente conhecido como The House Raid efetuado pela Coreia do Norte em território sul-coreano em 21 de janeiro de 1968. Essa operação foi quase bem sucedida, com os agentes norte coreanos chegando a cerca 100 metros do Palácio Presidencial, onde estava o líder sul-coreano Park Chung-hee.